# Zamość Nowy
Zamość Nowy – wieś w Polsce, położona w województwie mazowieckim, w powiecie zwoleńskim, w gminie Przyłęk. Ma status sołectwa.
| SIMC    | Nazwa          | Rodzaj                          |
| ------- | -------------- | ------------------------------- |
| 1059277 | Odnoga         | część wsi (zniesiona w 2023 r.) |
| 1059679 | Za Bugiem      | część wsi (zniesiona w 2023 r.) |
| 1059768 | Żabie Rechotki | część wsi (zniesiona w 2023 r.) |

W latach 1975–1998 wieś administracyjnie należała do województwa radomskiego.
Wierni Kościoła rzymskokatolickiego należą do parafii św. Floriana w Łagowie Kozienickim.